# Internazionali d'Italia 1985
Italian Open 1985 — тенісний турнір, що проходив на відкритих кортах з ґрунтовим покриттям Foro Italico в Римі (Італія). Чоловічий турнір належав до Nabisco Grand Prix 1985, а жіночий — Світової чемпіонської серії Вірджинії Слімс 1985. Чоловічий турнір тривав з 13 до 18 травня 1985 року, а жіночий - з 4 до 10 травня 1985 року.

## Фінальна частина

### Одиночний розряд, чоловіки
Яннік Ноа —  Мілослав Мечирж 6–4, 3–6, 6–2, 7–6

### Одиночний розряд, жінки
Раффаелла Реджі —  Вікі Нелсон-Данбар 6–3, 6–4

### Парний розряд, чоловіки
Андерс Яррід /  Матс Віландер —  Кен Флек /  Роберт Сегусо 4–6, 6–3, 6–2

### Парний розряд, жінки
Сандра Чеккіні /  Раффаелла Реджі —  Патріція Мурго /  Барбара Романо 1–6, 6–4, 6–3